# 李通鴻物流 (新加坡)
李通鴻物流 (新加坡) 私人有限公司，簡稱李通鴻物流 (新加坡) ，以及李通鴻物流（英語：LTH Logistics (Singapore) Private Limited）是一家新加坡物流公司。

## 历史
在1979年創立，前身為「李通鴻貿易運輸私人有限公司」。業務主要可提供全套化工物流服务，而在2004年，輝聯配運控股有限公司，正式收購本公司51%股權，當時由友發國際控股有限公司持有的。而總部位於29, Tanjong Penjuru, Singapore 609026。

## 連結
- LTHLogistics.com （页面存档备份，存于）